# Dzierzkowice-Rynek (gromada)
Dzierzkowice-Rynek (pocz. Dzierzkowice Rynek) – dawna gromada, czyli najmniejsza jednostka podziału terytorialnego Polskiej Rzeczypospolitej Ludowej w latach 1954–1972.
Gromady, z gromadzkimi radami narodowymi (GRN) jako organami władzy najniższego stopnia na wsi, funkcjonowały od reformy reorganizującej administrację wiejską przeprowadzonej jesienią 1954 do momentu ich zniesienia z dniem 1 stycznia 1973, tym samym wypierając organizację gminną w latach 1954–1972.
Gromadę Dzierzkowice Rynek z siedzibą GRN w Dzierzkowicach Rynku (obecna pisownia Dzierzkowice-Rynek) utworzono – jako jedną z 8759 gromad na obszarze Polski – w powiecie kraśnickim w woj. lubelskim na mocy uchwały nr 10 WRN w Lublinie z dnia 5 października 1954. W skład jednostki weszły obszary dotychczasowych gromad Dzierzkowice Góry, Dzierzkowice Podwody, Terpentyna i Ludmiłówka ze zniesionej gminy Dzierzkowice w tymże powiecie. Dla gromady ustalono 23 członków gromadzkiej rady narodowej.
1 stycznia 1960 do gromady Dzierzkowice Rynek włączono obszar zniesionej gromady Dzierzkowice Wola w tymże powiecie.
1 stycznia 1962 do gromady Dzierzkowice-Rynek włączono obszar zniesionej gromady Wyżnica w tymże powiecie.
Gromada przetrwała do końca 1972 roku, czyli do kolejnej reformy gminnej. 1 stycznia 1973 w powiecie kraśnickim reaktywowano gminę Dzierzkowice.